# 奥克利协议
奥克利协议（Oakley Key Determination Protocol）是一个密钥交换协议，它允许认证过的双方通过不安全的网络交换秘钥的一部分元素，这一过程是通过迪菲－赫尔曼密钥交换来实现的。该协议由H.Orman在1998年提交，被广泛用在因特网密钥交换（IKE）中。
奥克利协议也用来实现了Cisco Systems' ISAKMP daemon。